# Final da Liga dos Campeões da UEFA de 2023–24
A Final da Liga dos Campeões da UEFA de 2023–24 foi a última partida da Liga dos Campeões da UEFA de 2023–24, a 69ª temporada do principal torneio de futebol de clubes da Europa organizado pela UEFA e a 32ª desde que foi renomeada de Copa dos Clubes Campeões Europeus para Liga dos Campeões da UEFA. Foi disputada no Estádio de Wembley em Londres, Inglaterra, em 1 de junho de 2024. Devido ao adiamento e realocação da final de 2019–20, os anfitriões da final foram adiados em um ano, com Londres sediando a final de 2024.
Os vencedores ganharam o direito de jogar contra o Atalanta, time vencedor da Liga Europa da UEFA de 2023–24, na Supercopa da UEFA de 2024.

## Sede
Esta foi a terceira final da UEFA Champions League no novo Estádio de Wembley, tendo sido disputada anteriormente em 2011 e 2013. No geral, é a oitava final a ser disputada em Londres, os outros cinco jogos ocorreram no estádio original em 1963, 1968, 1971, 1978 e 1992.

## Escolha da Sede
Um processo de licitação aberto foi lançado em 22 de fevereiro de 2019 pela UEFA para selecionar os locais das finais da Liga dos Campeões da UEFA de 2022 e 2023. As associações tinham até 22 de março de 2019 para manifestar interesse, e os dossiês de licitação deveriam ser apresentados até 1º de julho de 2019.
A The Football Association fez uma oferta com o Estádio de Wembley em Londres para sediar a final de 2023, a fim de marcar o centenário da inauguração do estádio original em 1923. O Estádio de Wembley foi escolhido pelo Comitê Executivo da UEFA durante sua reunião em Ljubljana, Eslovênia, em 24 de setembro de 2019, onde também foram nomeados os anfitriões das finais da UEFA Champions League de 2021 e 2022.
Devido ao adiamento e realocação da final de 2019–20, os anfitriões da final foram adiados em um ano, com Londres sediando a final de 2024.

## Caminho até a final
Nota: Em todos os resultados abaixo, os gols dos finalistas é dado primeiro (C: casa; F: fora).
| Pos. | Equipe              | Pts |
| ---- | ------------------- | --- |
| 1    | Borussia Dortmund   | 11  |
| 2    | Paris Saint-Germain | 8   |
| 3    | Milan               | 8   |
| 4    | Newcastle           | 5   |

| Pos. | Equipe       | Pts |
| ---- | ------------ | --- |
| 1    | Real Madrid  | 18  |
| 2    | Napoli       | 10  |
| 3    | Braga        | 4   |
| 4    | Union Berlin | 2   |

## Partida

### Detalhes
A final foi disputada em 1 de junho de 2024 no Estádio de Wembley, em Londres. A equipe "mandante" (por fins administrativos) foi determinada por um sorteio adicional após os sorteios das quartas de final e semi-final.
| 1 de junho de 2024 | Borussia Dortmund | 0 – 2     | Real Madrid                        | Estádio de Wembley, Londres                |
| 20:00 (UTC+1)      |                   | Relatório | Carvajal 74' · Vinícius Júnior 83' | Público: 86 212 Árbitro: SVN Slavko Vinčić |

| B. Dortmund | Real Madrid |

| GK           | 1  | Gregor Kobel        |     |     |
| RB           | 26 | Julian Ryerson      |     |     |
| CB           | 15 | Mats Hummels        | 79' |     |
| CB           | 4  | Nico Schlotterbeck  | 40' |     |
| LB           | 22 | Ian Maatsen         |     |     |
| CM           | 23 | Emre Can            |     | 80' |
| CM           | 20 | Marcel Sabitzer     | 43' |     |
| RW           | 10 | Jadon Sancho        |     | 87' |
| AM           | 19 | Julian Brandt       |     | 80' |
| LW           | 27 | Karim Adeyemi       |     | 72' |
| CF           | 14 | Niclas Füllkrug     |     |     |
| Substitutos: |    |                     |     |     |
| GK           | 33 | Alexander Meyer     |     |     |
| GK           | 35 | Marcel Lotka        |     |     |
| DF           | 25 | Niklas Süle         |     |     |
| MF           | 6  | Salih Özcan         |     |     |
| MF           | 8  | Felix Nmecha        |     |     |
| MF           | 11 | Marco Reus          |     | 72' |
| MF           | 17 | Marius Wolf         |     |     |
| MF           | 38 | Kjell Wätjen        |     |     |
| MF           | 43 | Jamie Bynoe-Gittens |     | 87' |
| FW           | 9  | Sébastien Haller    |     | 80' |
| FW           | 18 | Youssoufa Moukoko   |     |     |
| FW           | 21 | Donyell Malen       |     | 80' |
| Técnico:     |    |                     |     |     |
| Edin Terzić  |    |                     |     |     |

| GK              | 1  | Thibaut Courtois    |     |       |
| RB              | 2  | Dani Carvajal       |     |       |
| CB              | 22 | Antonio Rüdiger     |     |       |
| CB              | 6  | Nacho               |     |       |
| LB              | 23 | Ferland Mendy       |     |       |
| DM              | 12 | Eduardo Camavinga   |     |       |
| CM              | 15 | Federico Valverde   |     |       |
| CM              | 8  | Toni Kroos          |     | 85'   |
| AM              | 5  | Jude Bellingham     |     | 85'   |
| CF              | 11 | Rodrygo             |     | 90'   |
| CF              | 7  | Vinícius Júnior     | 35' | 90+4' |
| Substitutos:    |    |                     |     |       |
| GK              | 13 | Andriy Lunin        |     |       |
| GK              | 25 | Kepa Arrizabalaga   |     |       |
| DF              | 3  | Éder Militão        |     | 90'   |
| DF              | 4  | David Alaba         |     |       |
| DF              | 17 | Lucas Vázquez       |     | 90+4' |
| DF              | 20 | Fran García         |     |       |
| MF              | 10 | Luka Modrić         |     | 85'   |
| MF              | 18 | Aurélien Tchouaméni |     |       |
| MF              | 19 | Dani Ceballos       |     |       |
| MF              | 21 | Brahim Díaz         |     |       |
| MF              | 24 | Arda Güler          |     |       |
| FW              | 14 | Joselu              |     | 85'   |
| Técnico:        |    |                     |     |       |
| Carlo Ancelotti |    |                     |     |       |

| Árbitros assistentes: SVN Tomaž Klančnik SVN Andraž Kovačič Quarto árbitro: FRA François Letexier Árbitro assistente reserva: FRA Cyril Mugnier Árbitro assistente de vídeo: SVN Nejc Kajtazović Assistente do árbitro assistente de vídeo: SVN Rade Obrenović Árbitro assistente de vídeo de apoio: ITA Massimiliano Irrati | Regras da partida - 90 minutos - 30 minutos de prorrogação se for necessário - Disputa por pênaltis se o placar continuar empatado - 20 substitutos - Máximo de cinco substituições, com uma sexta permitida na prorrogação |